# Balabyne
Balabyne (ukrainisch Балабине; russisch Балабино Balabino) ist eine Siedlung städtischen Typs in der ukrainischen Oblast Saporischschja mit etwa 6100 Einwohnern (2017).

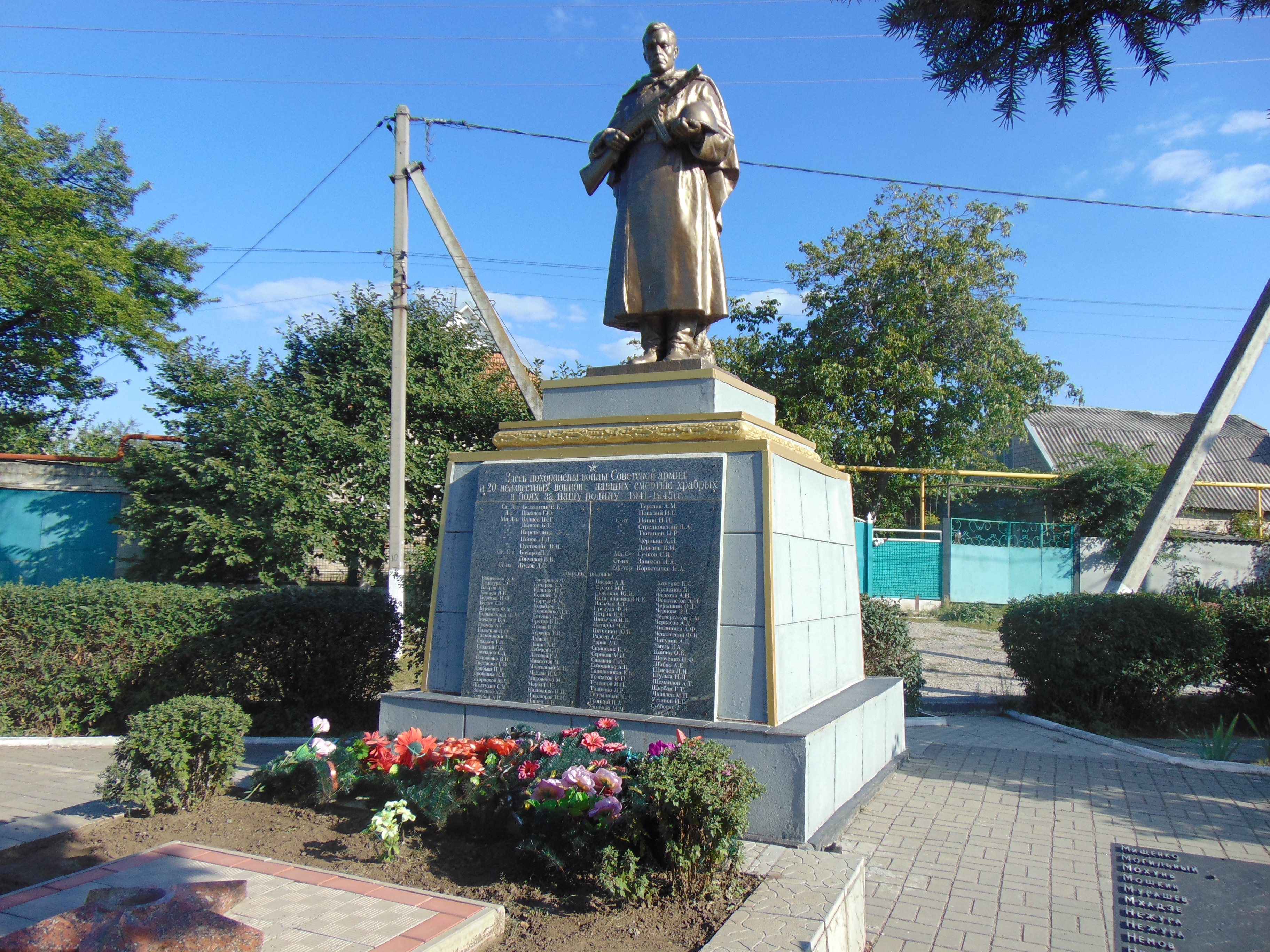
Denkmal im Ort

Das Ende des 18. Jahrhunderts gegründete Dorf grenzt im Westen an das Ufer des zum Kachowkaer Stausee angestauten Dnepr, im Norden an die Stadt Saporischschja und im Süden an die Ortschaft Kuschuhum.
Am 12. Juni 2020 wurde die Siedlung ein Teil der neugegründeten Siedlungsgemeinde Kuschuhum, bis dahin bildete sie die gleichnamige Siedlungsratsgemeinde Balabyne (Балабинська селищна рада/Balabynska selyschtschna rada) im Südosten des Rajons Saporischschja lag.